# 红色木莲
红色木莲（学名：Manglietia insignis）为木兰科木莲属下的一个种。

## 扩展阅读
維基物種上的相關：红色木莲